# Mendaur
Mendaur est un sommet de Navarre, sur la commune d'Ituren et, plus précisément, au hameau d'Aurtiz. Il culmine à 1 130 m d'altitude. Une chapelle a été édifiée en 1692, restaurée en 1963. C'est une montagne emblématique pour les habitants de la vallée de Malerreka.

## Toponymie
Le mot Mendi signifie « montagne » en basque.

## Géographie

### Topographie
La montagne elle-même est l'une des plus impressionnantes du Pays basque, d'où on peut apercevoir par temps clair le monte Igueldo à Saint-Sébastien (Donosti en basque).

## Histoire
Une chapelle ou ermitage, dit ermita de Mendaur, fut édifiée à son sommet en 1692. Elle est dédiée à la Trinité et un pèlerinage est organisé chaque année pour la Trinité. Deux offices religieux sont célébrés par le curé d'Ituren.

## Ascension
Les points de départs se situent à Ituren, au hameau d'Aurtiz ou bien encore dans d'autres municipalités comme Doneztebe et Elgorriaga par le col de Bosterraz, Sunbilla, village qui a probablement le plus beau chemin.
L'ascension dure environ 1h 30. On peut cependant monter en voiture jusqu'au barrage de Mendaur, ou embalse de Mendaur, situé un peu plus bas que la chapelle, le reste se faisant tout de même à pied.

## Mythologie
C'est en 1328, dans la vallée de Malerreka, que les premiers témoignages sur la sorcellerie en Navarre se produisent. Mais il faut attendre le XVIe siècle pour que les accusations de sorcellerie et les procès frappent tous ces villages. Au somment du Mendaur, María de Ituren conduisait les réunions nocturnes ou sabbats où étaient confectionnés les onguents à base d'herbes et de crapauds.
Après la visite de l'inquisiteur Salazar dans le village de Doneztebe et afin de purifier ces lieux maudits où avaient lieu les rituels de magie, des chapelles ou des croix étaient érigées. Ainsi, nous pouvons voir aujourd'hui la chapelle de la Trinité qui couronne le Mendaur ou celle de San Miguel, qui fut bénite et inaugurée le jour de la Saint-Michel en 1611.

## Religion

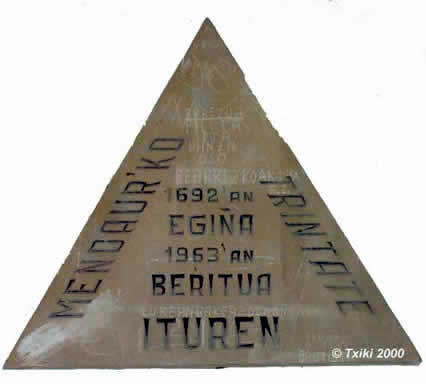
Plaque de la chapelle de la Trinité.

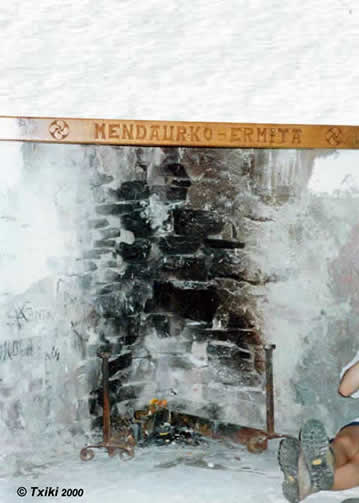
Foyer attenant à la chapelle de la Trinité.

Chaque année, après le Corpus Christi mais avant Pentecôte, se déroule un pèlerinage dit de la Trinité, ou Mendaurko Trinitate eguna en basque, du nom de la chapelle. C'est un jour exceptionnel pour les habitants de la région. Ceux qui sont attentifs au calendrier ecclésiastique ne seront pas surpris mais beaucoup demandent la date de ce pèlerinage très connu, y compris par les non-initiés. Si le temps le permet ils seront plusieurs centaines qui gravissent les pentes raides du mont Mendaur. Sinon, les inconditionnels seront plusieurs dizaines. Dans tous les cas, ce sera un jour férié majeur.
Il s'agit avant tout d'une fête des habitants d'Ituren mais tous y participent. Les vallées voisines viennent aussi comme ceux du Baztan ou du Goizueta au Guipuscoa.
Pour profiter pleinement du spectacle il faudra se lever tôt le matin tant pour éviter la chaleur que pour voir tous ces gens cheminant des quatre points cardinaux vers cette chapelle de la Trinité. Depuis Aurtiz et Ituren au sud, le chemin le plus emprunté, Arantza au Nord, Santesteban et Elgorriaga à l'Est. Ceux de Zubieta à l'ouest. La plupart des sentiers se rejoignent au col de Buztitz puis la montée finale appelée "los Marros". Toutes les crêtes sont longées par des personnes en file indienne, minuscules depuis la chapelle, qui viennent assister à l'une des deux messes qui y seront célébrées par le prêtre d'Ituren, lui-même monté à pied comme tout le monde.
Ce jour-là, l'ascension elle-même est une fête. L'ambiance en haut est exceptionnelle, un moment de rencontre pour beaucoup et une célébration pour tous. La chapelle étant petite, ceux qui ne peuvent assister au premier office religieux attendent dehors, les jeunes du villages d'Ituren jouant de la musique ou chantant, tandis que d'autres iront s'abriter au petit refuge jouxtant la chapelle pour se restaurer après l'effort de la montée.
À la fin de la seconde messe, certains redescendront chez eux mais la plupart descendront jusqu'au barrage (embalse) où les jeunes du village auront préparé des grillades, de l'agneau braisé le plus souvent, à l'ombre des hêtres. D'autres, ceux qui sont extérieur au village, feront leur pique-nique, toujours au même endroit, certains ayant amené des instruments de musique. En fin de journée, ils descendront tous au hameau d'Aurtiz où ils se mettront en ordre, porte-drapeau et accordéonistes en-tête, et défileront en dansant le zortzikoa jusqu'au village d'Ituren.